# Piatra Craiului (sit SCI)
Piatra Craiului este o arie protejată (arie specială de conservare — SAC, sit de importanță comunitară — SCI) din România, desemnată în scopul protejării biodiversității și menținerii într-o stare de conservare favorabilă a florei spontane și faunei sălbatice, precum și a habitatelor naturale de interes comunitar aflate în arealul zonei protejate.. Aceasta se întinde pe o suprafață de 15.904,8 ha, integral pe uscat.

## Localizare
Situl se întinde pe teritoriile administrative ale județelor Argeș (Dâmbovicioara, Dragoslavele, Rucăr) și Brașov (Bran, Fundata, Moieciu, Zărnești). Centrul sitului Piatra Craiului este situat la coordonatele 45°29′02″N 25°13′29″E / 45.484011°N 25.224625°E.

## Înființare
Situl Piatra Craiului a fost declarat sit de importanță comunitară (ROSCI0194) în decembrie 2007 pentru a proteja 26 specii de animale și 8 specii de plante. Situl a fost protejat și ca arie specială de conservare în mai 2022. Acesta se suprapune în integralitate cu aria de protecție specială avifaunistică Piatra Craiului și include rezervațiile naturale Avenul din Grind, Cheile Zărneștilor, Parcul Național Piatra Craiului, Peștera Dâmbovicioara, Peștera Stanciului, Peștera Uluce și Zona carstică Dâmbovicioara - Brusturet.

## Biodiversitate
Situată în ecoregiunea continentală și cea alpină a munților Piatra Craiului, aria protejată conține 18 habitate naturale: Tufărișuri alpine și boreale, Tufărișuri cu specii sub-arctice de Salix, Tufărișuri cu Pinus mugo și Rhododendron myrtifolium, Comunități rupicole calcifile sau pajiști bazifite din Alysso-Sedion albi, Comunități de lizieră cu ierburi înalte higrofile de la nivelul câmpiilor, până la cel montan și alpin, Pajiști calcifile alpine și subalpine, Fânețe montane, Peșteri în care accesul publicului este interzis, Păduri aluviale cu Alnus glutinosa și Fraxinus excelsior (Alno-Padion, Alnion incanae, Salicion albae), Păduri dacice de fag (Symphyto-Fagion), Păduri relictare de Pinus sylvestris pe substrat calcaros, Păduri de fag de tip Luzulo-Fagetum, Păduri medio-europene de fag din Cephalanthero-Fagion, Păduri acidofile de Picea abies din regiunea montană (Vaccinio-Piceetea), Tufărișuri cu specii sub-arctice de Salix, Versanți stâncoși cu vegetație chasmofitică pe roci silicioase, Vegetație herbacee de pe malurile râurilor montane, 
Vegetație lemnoasă cu Myricaria germanica de-a lungul râurilor montane și Grohotișuri calcaroase și de șisturi calcaroase din etajul montan până în cel alpin (Thlaspietea rotundifolii).
La baza desemnării sitului se află mai multe specii faunistice protejate la nivel european sau aflate pe lista roșie a IUCN; astfel: urs carpatin (Ursus arctos),  lup (Canis lupus), râs eurasiatic (Lynx lynx), vidră de râu (Lutra lutra), liliac cârn (Barbastella barbastellus), liliacul cu aripi lungi (Miniopterus schreibersii), liliacul comun (Myotis myotis), liliacul cu urechi mari (Myotis bechsteinii), liliacul cu urechi de șoarece (Myotis blythii), liliacul cărămiziu (Myotis emarginatus), liliacul cu potcoavă a lui blasius (Rhinolophus blasii), liliacul mediteranean cu potcoavă (Rhinolophus euryale), liliac mare cu potcoavă (Rhinolophus ferrumequinum), liliac mic cu potcoavă (Rhinolophus hipposideros), ivoraș-cu-burta-galbenă (Bombina variegata), tritonul cu creastă (Triturus cristatus), salamandra carpatică (Triturus montandoni),  moioagă (Barbus petenyi), zglăvoacă (Cottus gobio), chiscar de râu (Eudontomyzon mariae), gândac de apă (Carabus variolosus), melcul cerenat bănățean (Chilostoma banaticum), libelulă (Coenagrion ornatum), fluturele vărgat (Euplagia quadripunctaria), cosașul transilvan (Pholidoptera transsylvanica), croitorul alpin (Rosalia alpina); și câteva specii floristice rare, printre care:  mușchiul scutului verde (Buxbaumia viridis), clopoțel (Campanula serrata), papucul doamnei (Cypripedium calceolus), pipiriguț (Eleocharis carniolica), churechi de munte (Ligularia sibirica), moșișoare (Liparis loeselii), iarba gâtului (Tozzia carpathica) și o plantă inferioară (Mannia triandra) din încrengătura Bryophyta.